# Muzeum Śląska Opolskiego w Opolu

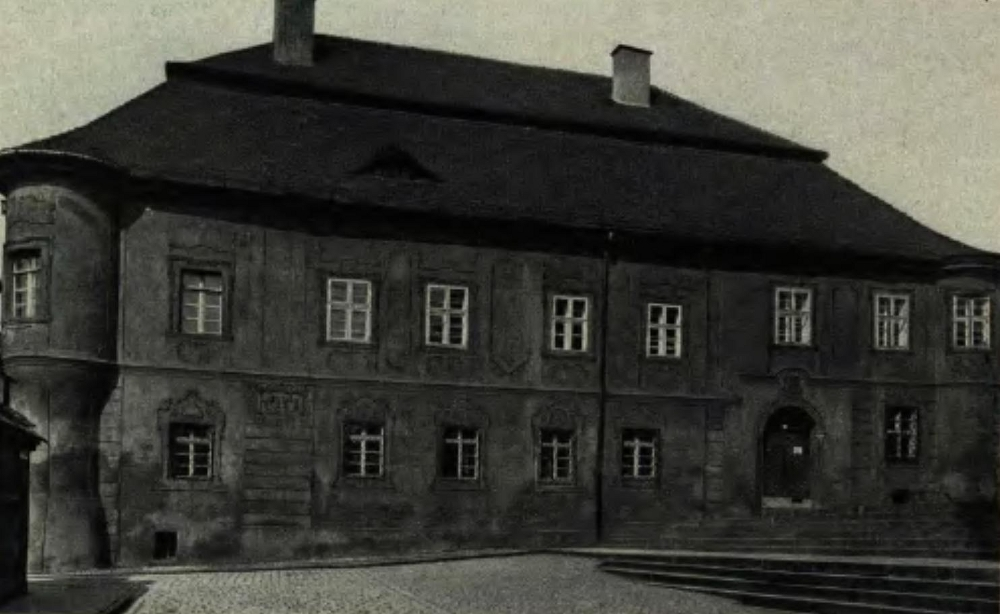
Niemieckie Stadtmuseum na fotografii Maxa Glauera

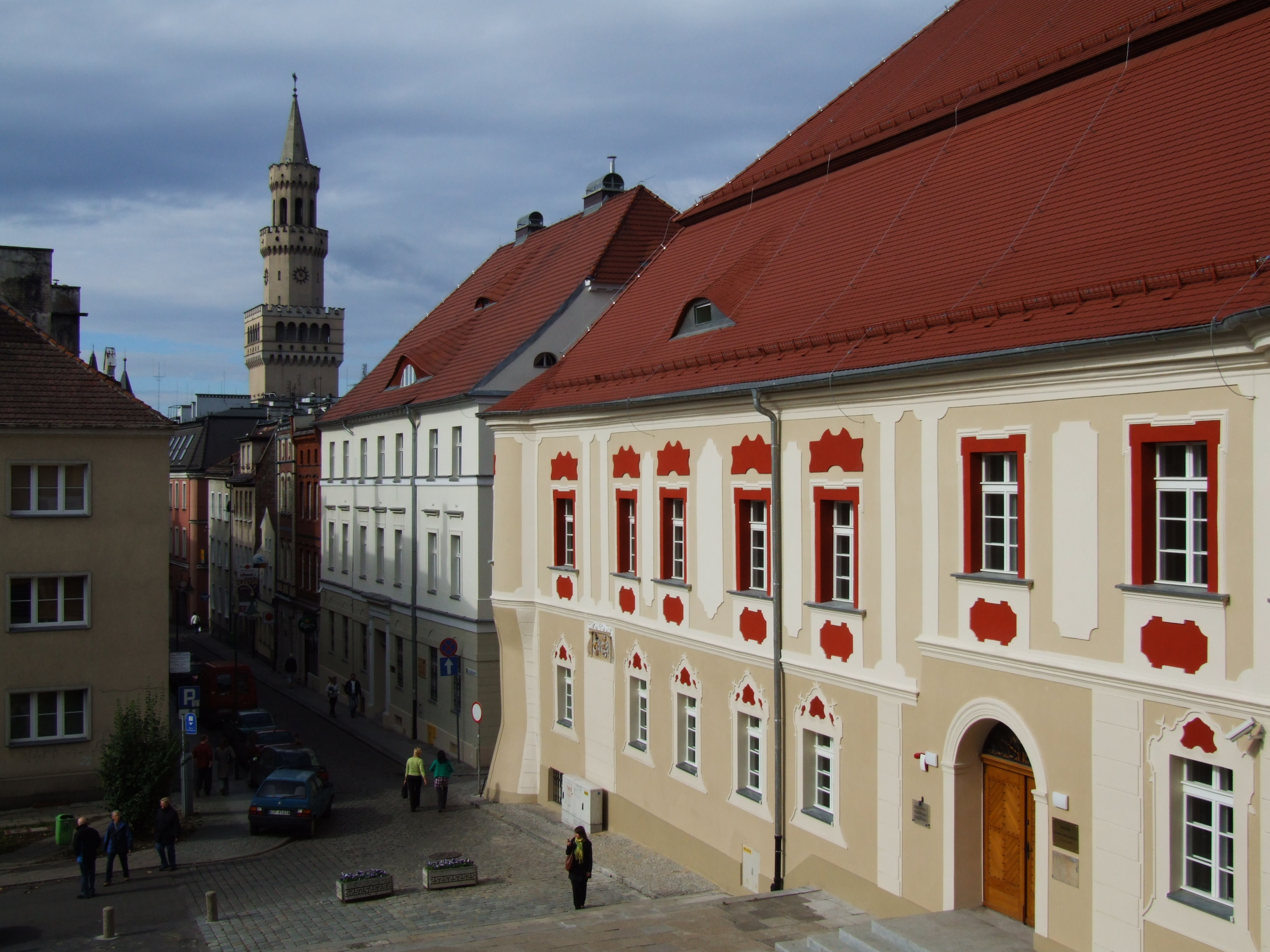
Muzeum i ulica św. Wojciecha

Muzeum Śląska Opolskiego w Opolu – regionalne muzeum mające swoją siedzibę w Opolu i jeden oddział terenowy (Muzeum Czynu Powstańczego w Górze Świętej Anny).
Obok Muzeum Piastów Śląskich w Brzegu jedna z najważniejszych i największych instytucji kultury w województwie opolskim.

## Historia
Muzeum Miejskie (niem. Stadtmuseum) zostało założone w Opolu w roku 1900. W 1932 roku zyskało status muzeum regionalnego i jego siedziba została przeniesiona do barokowego gmachu byłego kolegium jezuickiego (Mały Rynek 7), w którym mieści się do dzisiaj.
W 1980 roku do kompleksu muzealnego dołączono sąsiadującą klasycystyczną kamienicę z lat 1817–1818 (ul. św. Wojciecha 13). Wraz z kamienicą czynszową pod nr 9 budynki te stanowią trzon Muzeum Śląska Opolskiego. W 1999 w budynku „karczmy prowincjonalnej” z początku XIX w. (ul. Ozimska 10) otwarta została Galeria im. Jana Cybisa.
Część zbiorów historycznych oraz przyrodniczych jest eksponowana w oddziale MŚO na Górze św. Anny – Muzeum Czynu Powstańczego.
Na elewacji budynku Muzeum Śląska Opolskiego znajdują się kartusze z herbami szlacheckimi: Proskowsky i Lobkowitz. 

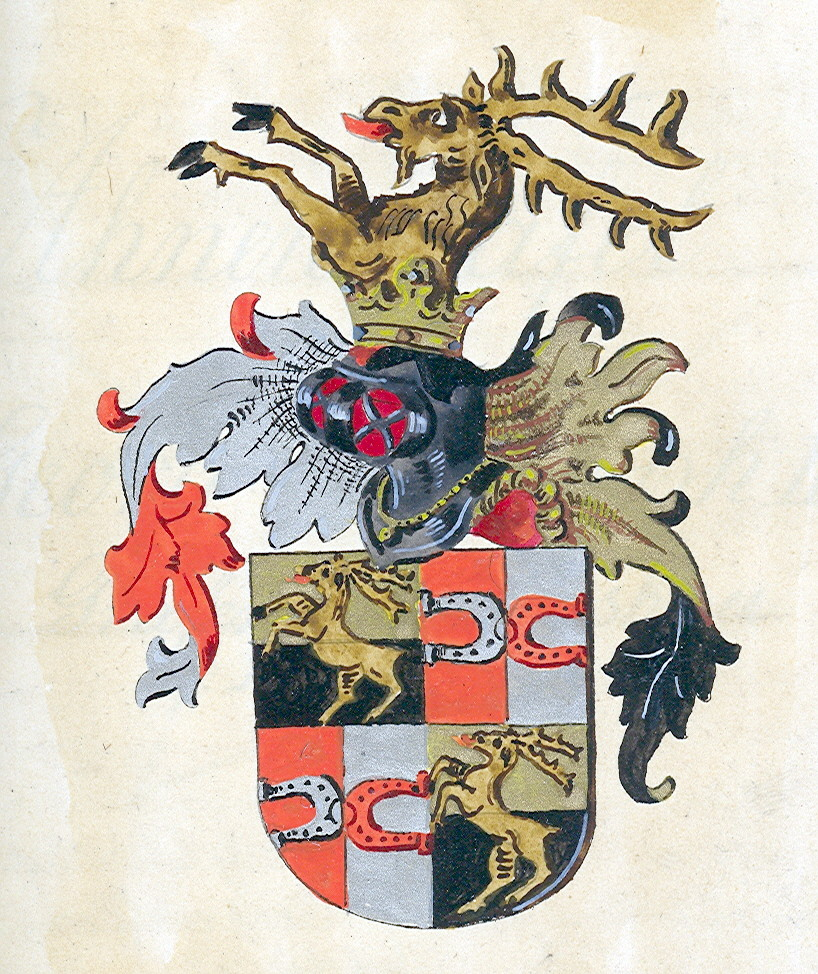
Herb Proskowsky
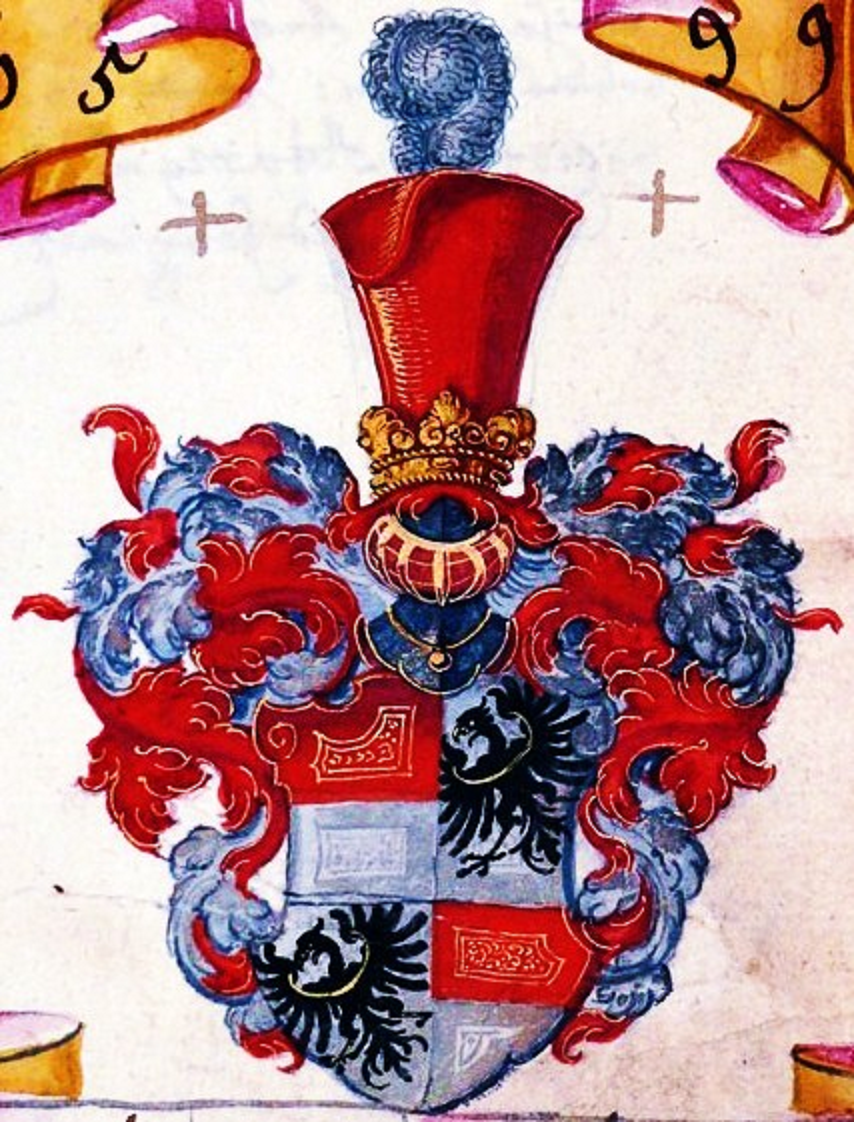
Herb Lobkowitz
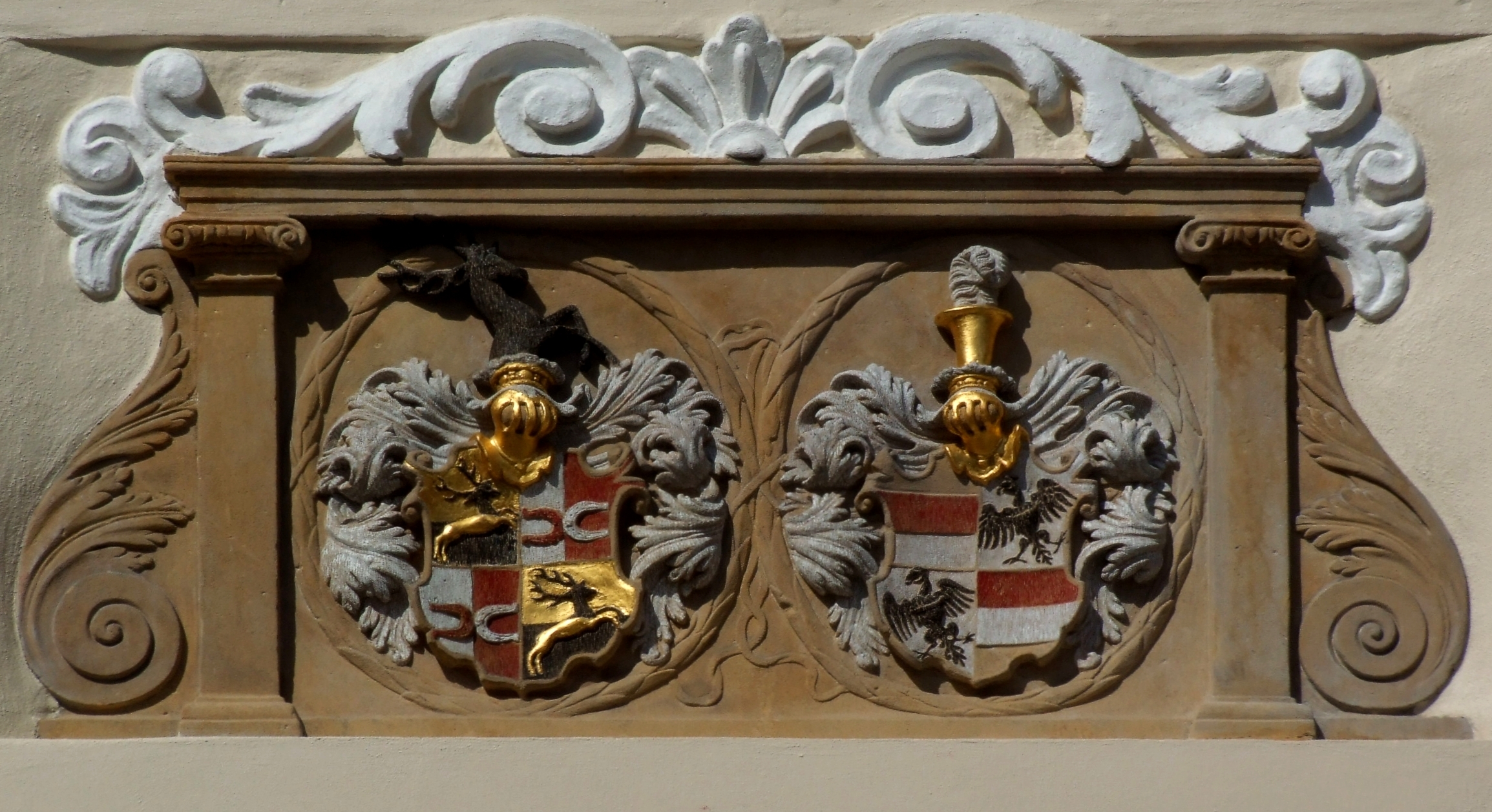
Proskowsky i Lobkowitz

## Dyrektorzy
- Józef Obuchowski (1946–1953)[2]
- Tadeusz Chruścicki (1964–1971)[3]
- Krystyna Lenart-Juszczewska (2004–2007)[4]
- Iwona Solisz (od 2021)[5]

## Wystawy
Muzeum posiada stałe ekspozycje:
- „Pradzieje Opolszczyzny”
- „Malarstwo polskie XIX i XX wieku”
- „W kręgu farmacji”
- „Porcelana tułowicka – dar Antoniego Bilońskiego”
- „Sztuka środowiska opolskiego po 1945 roku”
- „Kamienica czynszowa”
- „Jan Cybis – malarstwo, rysunek”

## Zbiory
Placówka gromadzi zabytki z zakresu archeologii i badań prowadzonych na terenie miasta i regionu (od epoki kamienia i żelaza po wczesne średniowiecze), a także w zakresie historii miasta, etnografii i sztuki, cały czas realizując działalność edukacyjną oraz wydawniczą.
Bogate zbiory muzeum zostały podzielone na pięć części:
- Dział Archeologii – zespoły zabytków pochodzące z badań archeologicznych prowadzonych na terenie województwa opolskiego, w tym wartościowy zespół zabytków z epoki kamienia – narzędzia kamienne, krzemienne i wyroby z kości; zabytki z epoki brązu i żelaza – głównie ceramika kultury łużyckiej i pomorskiej, liczne muzealia z cmentarzysk z okresu wpływów rzymskich: narzędzia, broń, ozdoby z metali i szkła;
- Dział Historii – cennymi w kolekcji są starodruki oraz druki śląskie pochodzące niemal ze wszystkich ważniejszych śląskich oficyn wydawniczych, materiały plebiscytowe, dokumenty z okresu powstań śląskich, dokumenty z działalności Związku Polaków w Niemczech, kolekcja wyrobów rzemiosła cechowego i dokumenty historyczne oraz militaria związane z działalnością cechów, dawne atlasy, mapy oraz ikonografia miasta Opola, a także numizmaty – monety i medale;
- Dział Sztuki – przykłady śląskiej sztuki gotyckiej ze słynną Madonną z Sadowa (1380), zbiór rzemiosła artystycznego, m.in. ceramika z manufaktur śląskich, Galeria Malarstwa Polskiego XIX/XX w. – dzieła o tematyce historyczno-batalistycznej, rodzajowej, liczne pejzaże i portrety najwybitniejszych twórców z tego okresu, m.in. Józefa Chełmońskiego, Maksymiliana Gierymskiego, Juliusza Kossaka, Józefa Pankiewicza, Jana Stanisławskiego, Juliana Fałata, Stanisława Ignacego Witkiewicza oraz Konrada Krzyżanowskiego, a także licząca ponad 80 obrazów olejnych oraz ponad 800 akwareli i rysunków kolekcja, urodzonego w województwie opolskim, wybitnego polskiego kolorysty Jana Cybisa oraz zbiór dzieł współczesnych twórców działających na terenie województwa opolskiego;
- Dział Etnografii – kultura materialna, duchowa i społeczna Śląska Opolskiego z XIX i XX w. – przedmioty codziennego użytku, narzędzia rolnicze, zabytki z zakresu rzemiosła, bogaty zbiór z zakresu sztuki ludowej – rzeźba, malarstwo oraz kolekcja stroju ludowego, a także bogata kolekcja plastyki obrzędowej, w tym zbiór kroszonek;
- Dział Przyrody – okazy flory – zielniki roślin naczyniowych oraz zestaw roślin środkowej Europy, fauna – kolekcja owadów krajowych i zagranicznych, mięczaki, ptaki i ssaki, a także zbiory paleontologiczne i geologiczne – skamieniałe formy zwierząt i roślin znalezionych na obszarze Śląska oraz utwory skalne i mineralne występujące na obszarze całego kraju.